# Liste der denkmalgeschützten Objekte in Kirchberg bei Mattighofen
Die Liste der denkmalgeschützten Objekte in Kirchberg bei Mattighofen enthält die denkmalgeschützten, unbeweglichen Objekte der Gemeinde Kirchberg bei Mattighofen im Bezirk Braunau am Inn.

## Denkmäler
| Foto |                 | Denkmal                                                                           | Standort                                          | Beschreibung | Metadaten |
| ---- | --------------- | --------------------------------------------------------------------------------- | ------------------------------------------------- | --- | --- |
| ja   | Datei hochladen | Pfarrhof HERIS-ID: 67504 Objekt-ID: 80464                                         | Kirchberg 16 (Pfarrhof) Standort KG: Siegertshaft | Mit dem Bau des Pfarrhofs wurde 1903 begonnen. | BDA-Hist.: Q38116859 Status: § 2a Stand der BDA-Liste: 2025-06-30 Name: Pfarrhof GstNr.: 637/3 |
| ja   | Datei hochladen | Kath. Pfarrkirche hl. Kunigunde und Friedhof HERIS-ID: 52211 Objekt-ID: 58695     | Kirchberg Standort KG: Siegertshaft               | Eine Pfarrkirche hl. Kunigunde fand 1143 erstmals urkundliche Erwähnung. Der gotische Bau wurde im Inneren barockisiert. Das Langhaus ist einschiffig und dreijochig, der Chor zweijochig und mit 3⁄8-Schluss. Das Gewölbe ist mit reichem Stuck von Johann Michael Vierhaler aus der Zeit um 1740 verziert. Der 1813 erbaute Westturm ist mit Zwiebelhelm ausgeführt. Der Hochaltar wird auf 1660 datiert, die Bilder stammen von Franz Streussenberger. Die Chor- und Kirchenstühle wurden um 1730 geschaffen. | BDA-Hist.: Q21854953 Status: § 2a Stand der BDA-Liste: 2025-06-30 Name: Kath. Pfarrkirche hl. Kunigunde und Friedhof GstNr.: 551/2, 1897/2, .28, 632/2 Pfarrkirche hl. Kunigunde, Kirchberg bei Mattighofen |
| ja   | Datei hochladen | Kath. Filialkirche hl. Martin und ehem. Friedhof HERIS-ID: 67547 Objekt-ID: 80520 | Siegertshaft Standort KG: Siegertshaft            | Die Filialkirche hl. Martin ist ein gotischer Bau mit barocker Einrichtung. | BDA-Hist.: Q38117005 Status: § 2a Stand der BDA-Liste: 2025-06-30 Name: Kath. Filialkirche hl. Martin und ehem. Friedhof GstNr.: .68                                                                        |